# Верный клятве
«Верный клятве» (англ. Oathkeeper) — 4-я серия 4-го сезона фэнтезийного сериала канала HBO «Игра престолов», и 34-я во всём сериале. Эпизод был написан Брайаном Когманом и срежиссирован Мишель Макларен. Премьера состоялась 27 апреля 2014 года. Название является отсылкой к названию нового меча, который Джейме Ланнистер подарил Бриенне, и к темам долга, который движет эпизод. Эпизод фокусируется на том, что случилось после свадьбы Джоффри, на попытке Ночного Дозора разобраться с мятежниками, и продолжающемся завоевании Миэрина Дейенерис. «Верный клятве» также включает в себя первое появление Короля Ночи, лидера Белых Ходоков, хотя он и не был представлен таковым до следующего года.

## Сюжет

### В Королевской Гавани
Джейме (Николай Костер-Вальдау) продолжает с Бронном (Джером Флинн) свои уроки боя на мечах и навещает заключённого в темницу брата Тириона (Питер Динклэйдж). Тот отрицает свою причастность к убийству Джоффри, но говорит, что Серсея (Лина Хиди) не успокоится, пока он не будет мёртв. Джейме говорит брату, что Серсея также хочет поймать Сансу (Софи Тёрнер), в чьей невиновности уверен Тирион.
Леди Оленна Тирелл (Дайана Ригг) готовится уехать в Хайгарден, она подбадривает Маргери (Натали Дормер) и советует заключить брак с младшим братом и наследником Джоффри, Томменом (Дин-Чарльз Чэпмен) до того, как Серсея настроит его против неё. Оленна также намекает, что приложила руку к смерти Джоффри для защиты Маргери от его жестокости. Вечером озлобленная Серсея спрашивает Джейме, будет ли он с ней, и не желает слышать о невиновности Тириона. Маргери ночью тайно проникает в комнату Томмена, чтобы поговорить с ним об их браке, и очаровывает его. Позже Джейме даёт Бриенне (Гвендолин Кристи) задание найти и защитить Сансу. Джейме вручает ей свой меч из валирийской стали, которому Бриенна даёт название «Верный клятве», а в качестве оруженосца даёт ей Подрика Пэйна (Дэниел Портман), до этого служившего Тириону.

### В море
По пути морем в Орлиное гнездо лорд Петир «Мизинец» Бейлиш (Эйдан Гиллен) говорит Сансе (Софи Тёрнер) о плане жениться на её тёте Лизе. Он упоминает о своих новых, но неприметных союзниках, для которых смерть Джоффри была подарком. Бейлиш добавляет, что так как у него не было заметного мотива убивать Джоффри, его никто не заподозрит. По его словам, камень, пропавший из ожерелья Сансы, подаренного ей Донтосом Холлардом, содержал яд, использованный для убийства.

### На Стене
В Чёрном Замке сир Аллисер Торне (Оуэн Тил) приказывает Джону Сноу (Кит Харингтон) прекратить тренировать остальных людей в фехтовании, напоминая, что официально он стюард. Янос Слинт (Доминик Картер) советует сиру Аллисеру послать популярного ныне Джона в экспедицию на мятежников в Замке Крастера, в надежде, что его убьют раньше, чем изберут новым лордом-командующим. Джон вызывается добровольцем в миссию, за ним следуют его друзья Гренн (Марк Стэнли) и Эдд (Бен Кромптон), а также новичок Локк (Ноа Тейлор), которого Русе Болтон подослал убить бастарда.

### За Узким морем
Армия Дейенерис (Эмилия Кларк) устанавливает лагерь возле Миэрина, её помощница Миссандея (Натали Эммануэль) учит Серого Червя (Джейкоб Андерсон) общему языку, на котором говорят в Вестеросе. Ночью Серый Червь и другие Безупречные внедряются в Миэрин, вооружают рабов мечами и провоцируют их восстание. Хоть Барристан Селми (Иэн Макэлхинни) и советует Дейенерис проявить милосердие, она приказывает распять из числа оставшихся хозяев 163 человека, как расплата за такое же число мёртвых детей-рабов, приколоченных к крестам вдоль дороги до Миэрина.

### За Стеной
В Замке Крастера мятежники под предводительством Карла (Бёрн Горман) пьют, насилуют женщин и едят их запасы. Карл приказывает своему прихвостню Расту (Люк Барнс) избавиться от последнего ребёнка Крастера, сына, после того как жёны Крастера просят, чтобы он был «дарован богам». Карл понимает, что ребёнка заберут Белые Ходоки, и так Крастер защищал себя от них. Он делает вывод, что если мятежники продолжат поддерживать обмен, то тоже будут в безопасности; Раст подчиняется и относит младенца в лес. Оказавшиеся поблизости Бран (Айзек Хэмпстед-Райт) и его товарищи слышат плач ребёнка. Мятежники захватывают их и заставляют Брана признать свою личность.
Позже Белый ходок забирает сына Крастера. Ходок уезжает на мёртвой лошади в Земли Вечной Зимы и кладёт ребёнка на алтарь изо льда. Появляется Король Ночи и дотрагивается до мальчика, его глаза становятся такими же синими, как у остальных Белых Ходоков.

## Производство
Сценарий «Верного клятве» был написан Брайаном Когманом по книге «Буря мечей». Рецензент Уолт Хики из FiveThirtyEight.Com отмечает, что эпизод «включал финальную сцену из главы „Бури мечей“ с Джейме Ланнистером. Но множество материалов из этой главы не было ещё показано на шоу, так что я рассудил, что он закончил только восемь.» Вдобавок к главе 72 (Джейме IX), некоторое содержимое из этого эпизода было найдено в «Буре мечей», в главах 61, 68 и 71 (Санса V, Санса VI, Дейенерис VI).
Тереза ДеЛуччи, рецензент из Tor.Com, замечает, что эпизод «даже не фамильярничал с книгами; он полностью выдумал новые истории», которые не появились в «Буре мечей», включая разговор между Миссандеей и Серым Червём, появления Джона и Брандона в Замке Крастера, и финальную сцену с Белыми Ходоками.

## Реакция

### Просмотры
Серию «Верный клятве» во время премьерного показа посмотрели 6,95 миллионов зрителей.

### Реакция критиков
Как и другие эпизоды сезона, «Верный клятве» получил высокие оценки от критиков, так, рейтинг на сайте Rotten Tomatoes — 96 % положительных отзывов из 54.

### Награды
Эпизод был номинирован за лучший грим в сериале (несложный) на 66-й церемонии творческой премии «Эмми».
| Год  | Премия                       | Категория                                      | Номинант(ы)               | Результат | Прим.  |
| ---- | ---------------------------- | ---------------------------------------------- | ------------------------- | --------- | ------ |
| 2014 | 66-я церемония премии «Эмми» | Лучший грим в однокамерном сериале (несложный) | Джейн Уокер и Энн Макьюэн | Номинация | [ 13 ] |
| 2015 | Общество операторов Канады   | Операторская работа в сериале                  | Роберт Маклаклен          | Номинация | [ 14 ] |